# Rushka Bergman
Rushka Bergman est une artiste, rédactrice de mode et réalisatrice de cinéma serbo-américaine. Elle est surtout connue pour être la styliste personnelle du chanteur américain Michael Jackson,. et également la consultante créative de la rappeuse Nicki Minaj.

## Biographie

### Enfance et études
Née le 1er septembre en Serbie, Rushka Bergman  a deux sœurs. Elle obtient son diplôme de la Faculté d'économie de l'Université de Belgrade. Peu de temps après, elle s'installe au Ghana et poursuit ses études en beaux-arts.

### Carrière
En 1996, après son déménagement à New York, Bergman commence immédiatement  à travailler en tant que styliste. En 2000, elle participe à la création de l'exposition Giorgio Armani en collaboration avec le Musée Guggenheim et la Royal Academy of Arts de Londres. Elle travaille également  avec le photographe Tom Munro sur le livre d'accompagnement, Giorgio Armani, pour lequel elle aide à concevoir la couverture ainsi que de nombreuses images dudit livre. En 2004, Bergman collabore avec Bryan Adams sur le livre de Calvin Klein, American Women, où elle habille certaines des femmes les plus emblématiques d'Amérique, dont l'ancienne secrétaire d'État Hillary Clinton. Bergman collabore souvent avec le cinéaste/photographe Francesco Carrozzini dont elle est la créatrice des costumes de son court métrage 1937 qui est sélectionné au Festival du Film de Venise 2008. Bergman travaille pendant de nombreuses années en tant que rédactrice de mode chez Vogue Italia et L'Uomo Vogue et stylise plus de 80 couvertures à ce jour.
Ses sujets notables incluent de nombreux musiciens parmi lesquels figurent Michael Jackson, Madonna, Jay-Z, Beyoncé, Nicki Minaj, Zayn Malik, Kanye West, Usher, A$AP Rocky et Snoop Dogg ; des réalisateurs Steven Spielberg, Tim Burton, David Cronenberg, David Lynch, Quentin Tarantino, Ang Lee, Oliver Stone, Bennett Miller, Wong Kar-Wai et David Fincher ; des acteurs Robert De Niro, Morgan Freeman, Christoph Waltz, Mickey Rourke, Tim Roth, Samuel L. Jackson, Robert Pattinson, Shia LaBeouf, Gerard Butler, Hugh Jackman, Alec Baldwin, Taylor Lautner, Ben Stiller, Daniel Radcliffe, Dane DeHaan, Sarah Gadon, Kim Kardashian et Shailene Woodley ; des athlètes célèbres Kobe Bryant, Serena Williams et Neymar da Silva ; des entrepreneurs Mark Parker, Richard Branson, Charles Annenberg, David Rockefeller, Evan Spiegel et Jimmy Wales ; et des artistes tels que Jeff Koons, Marina Abramović, Peter Marino, Rem Koolhaas, Andres Serrano, Shepard Fairey, Ole Scheeren, Sir Jonathan Ive, Shirin Neshat et Ed Ruscha.
Bergman travaille non seulement sur des campagnes de beauté pour Shiseido et L'Oréal  mais aussi sur des campagnes publicitaires pour Valentino, Pringle of Scotland, Bally et Mango,. En 2011, elle apparait dans America's Next Top Model en tant que styliste invitée pour une séance photo sur le thème de Michael Jackson. Elle reçoit à un an d'intervalle, respectivement en 2014 et en 2015, le Nikola Tesla Visual Arts Achievement Award décerné par la Tesla Science Foundation et le prix International Style Icon décerné par Elle Serbie en novembre 2015.

### Michael Jackson
Son travail en tant que consultant créatif et styliste de  Michael Jackson, débute après sa rencontre avec l'artiste  sur le tournage de la couverture de L'Uomo Vogue de 2007 avec Bruce Weber, et tous deux deviennent des amis proches. En dehors du fait d'être son styliste personnel, Bergman collabore à ses costumes pour les concerts This Is It avec les créateurs de haute couture tels que Christophe Decarnin pour Balmain, Kris Van Assche pour Christian Dior, John Galliano, Riccardo Tisci pour Givenchy et Giuseppe Zanotti.

### Nicki Minaj
Le 24 août 2014, à l'occasion des MTV Video Music Awards de cette année-là, Rushka Bergman commence à coiffer la rappeuse Nicki Minaj  . Depuis lors, elles ne cessent de collaborer sur des éditoriaux de mode notamment pour Vogue Italia, L'Uomo Vogue, Rolling Stone, Billboard et The New York Times, ainsi que sur la campagne Roberto Cavalli Printemps/Été 2015. En 2015, Bergman devient la directrice créative chargée de la conception des costumes de la rappeuse pour sa tournée européenne et américaine dénommée The Pinkprint Tour. Elle demeure la coiffeuse de Nicki Minaj pour ses apparitions télévisées dans The Tonight Show, The View, Saturday Night Live, Good Morning America et des cérémonies de remise de prix notamment : les MTV Europe Music Awards de 2014, les American Music Awards de 2015, les Grammy Awards de 2015 et les MTV Video Music Awards de 2015.
Après quelques années sans être au service de Nicki Minaj, Bergman recommence à sa collaboration avec la rappeuse en 2021, et la coiffe dans son clip pour sa collaboration avec le rappeur américain Lil Baby intitulé " Do We Have a Problem ?.

## Filmographie
| Année | Titre                                          | Rôle                                                    | Remarques                                     |
| ----- | ---------------------------------------------- | ------------------------------------------------------- | --------------------------------------------- |
| 2008  | 1937                                           | Créatrice de costumes                                   | Court métrage                                 |
| 2009  | C'est ça de Michael Jackson                    | Elle-même                                               | Documentaire                                  |
| 2012  | Marina Abramović : L'artiste est présente      | Talents en vedette                                      | Documentaire                                  |
| 2012  | Le pistolet, le gâteau et le papillon          | Elle-même                                               | Documentaire                                  |
| 2014  | Michael Jackson : les dernières séances photos | Elle-même                                               | Documentaire                                  |
| 2014  | Le Pinkprint                                   | Créatrice de garde-robes et de costumes pour Nicki Mina | Court métrage                                 |
| 2018  | Le jugement dernier                            | Elle-même                                               | Court métrage présenté au Tribeca Film Center |

### Télévision
| Année       | Titre                                        | Rôle                                       | Remarques                            |
| ----------- | -------------------------------------------- | ------------------------------------------ | ------------------------------------ |
| 2010 - 2011 | Le prochain top model américain              | Elle-même / Rédactrice de mode et styliste | 8 épisodes                           |
| 2015        | Mon temps à nouveau                          | Elle-même                                  | Film documentaire pour la télévision |
| August 2020 | Sans filtre : Paris Jackson et Gabriel Glenn | Elle-même                                  | 4 épisodes                           |

### Vidéos musicales
| Année | Chanson | Artiste     | Remarques                    |
| ----- | ------- | ----------- | ---------------------------- |
| 2014  | "Only"  | Nicki Minaj | Réalisé par Hannah Lux Davis |

## Distinctions
- En 2014, Bergman reçoit le prix Nikola Tesla Visual Arts Achievement Award décerné par la Tesla Science Foundation.
- En 2015, Bergman reçoit le prix International Style Icon décerné par Elle Serbie.
- En 2017, la couverture de Nicki Minaj du magazine du New York Times remporte le premier prix des Society of Publication Designers (SPD) Awards